# Acrochordus arafurae
Espèce
Statut de conservation UICN

 LC  : Préoccupation mineure
Acrochordus arafurae est une espèce de serpents de la famille des Acrochordidae.

## Répartition
Cette espèce se rencontre le long des côtes :
- en Indonésie en Nouvelle-Guinée occidentale ;
- en Papouasie-Nouvelle-Guinée ;
- en Australie au Territoire du Nord et au Queensland.

## Description
Acrochordus arafurae est un serpent marin pouvant atteindre 2,5 m de longueur, les femelles étant généralement plus grandes que les mâles. Sa peau est étonnamment plissée.
Il se nourrit de poissons et peut s'attaquer à de grandes espèces, comme le poisson-chat tandanus.
Il est vivipare, la femelle donnant naissance à 17 jeunes au maximum. Par ailleurs, à l'instar de Ramphotyphlops braminus, cette espèce pourrait se reproduire par parthénogenèse.

## Acrochordus arafuraeet l'homme
Les peuples aborigènes du Nord de l'Australie les chassent souvent car ils sont très abondants. Comme les serpents sont à peu près incapables de se déplacer hors de l'eau, les chasseurs se contentent de les lancer sur le rivage après les avoir attrapés et continuent la chasse jusqu'à ce qu'ils en aient assez. En Nouvelle-Guinée, leur peau est utilisée pour faire des tambours.

## Étymologie
Son nom d'espèce fait référence à la mer d'Arafura.

## Publication originale
- McDowell, 1979 : A catalogue of the snakes of New Guinea and the Solomons, with special reference to those in the Bernice P. Bishop Museum. Part 3. Boinae and Acrochordoidea (Reptilia, Serpentes). Journal of Herpetology, vol. 13, no 1, p. 105-111.